# HD99665
HD99665 — хімічно пекулярна зоря спектрального класу A0, що має видиму зоряну величину в смузі V приблизно  7,1.
Вона  розташована на відстані близько 389,2 світлових років від Сонця.

## Пекулярний хімічний склад
Зоряна атмосфера HD99665 має підвищений вміст 
Eu
.